# Vaucluse (departement)
Vaucluse (84; Occitaans: Vauclusa) is een Frans departement, gelegen in de regio Provence-Alpes-Côte d'Azur. De prefectuur is Avignon.

## Geschiedenis
Het departement werd in 1793 aangemaakt uit delen van Bouches-du-Rhône, Drôme, en Basses-Alpes (nu Alpes-de-Haute-Provence). Tevoren was in 1791 bij volksstemming in de voormalige Pauselijke Staat, Comtat Venaissin, gekozen voor aansluiting bij de Vaucluse.
Het departement werd vernoemd naar het dorp Vaucluse, dat sinds 1946 ter onderscheid Fontaine-de-Vaucluse heet.

## Geografie
Vaucluse is omgeven door de departementen Gard en Ardèche in het westen, Drôme in het noorden, Bouches-du-Rhône en Var in het zuiden en Alpes-de-Haute-Provence in het oosten. Het kanton Valréas is een exclave van Vaucluse, omgeven door het territorium van het departement Drôme. Soms wordt in dat verband over de Enclave des papes gesproken, letterlijk de 'Pauselijke enclave'.
De Rhône vormt de westelijke grens van het departement en de Durance de zuidelijke. Het oostelijke deel van het departement is heuvelachtig tot bergachtig met de Mont Ventoux en de Luberon. Rivieren als de Lez, de Aigues, de Ouvèze en de Coulon stromen van oost naar west over het vlakke centrum van het departement richting de Rhône.
Vaucluse bestaat uit drie arrondissementen:
- Apt
- Avignon
- Carpentras

Vaucluse bestaat uit 17 kantons:
- Kantons van Vaucluse

Vaucluse bestaat uit 151 gemeenten:
- Lijst van gemeenten in het departement Vaucluse

## Demografie

### Demografische evolutie sinds 1962
| Naam       | Index 1962 | Index 1968 | Index 1975 | Index 1982 | Index 1990 | Index 1999 | Index 2008 | Index 2019 |
| ---------- | ---------- | ---------- | ---------- | ---------- | ---------- | ---------- | ---------- | ---------- |
| Vaucluse   | 100,0      | 116,6      | 128,6      | 140,8      | 153,9      | 164,6      | 177,5      | 185,2      |
| Frankrijk* | 100,0      | 107,1      | 113,3      | 117,0      | 121,9      | 126,0      | 133,8      | 140,1      |

| Naam       | Inw./Km² 1962 | Inw./km² 1968 | Inw./km² 1975 | Inw./km² 1982 | Inw./km² 1990 | Inw./km² 1999 | Inw./km² 2008 | Inw./km² 2019 |
| ---------- | ------------- | ------------- | ------------- | ------------- | ------------- | ------------- | ------------- | ------------- |
| Vaucluse   | 85,1          | 99,2          | 109,5         | 119,8         | 130,9         | 140,1         | 151,1         | 157,4         |
| Frankrijk* | 84,2          | 90,1          | 95,4          | 98,5          | 102,7         | 106,1         | 112,7         | 119,7         |

Frankrijk* = exclusief overzeese gebieden
Bron: Recensement Populaire INSEE - 1962 tot 1999 population sans doubles comptes, nadien Population Municipale
Op 1 januari 2022 had Vaucluse 568.702 inwoners.

### De 10 grootste gemeenten in het departement
| #  | Gemeente             | Aantal inwoners (2022) |
| -- | -------------------- | ---------------------- |
| 1  | Avignon              | 91.760                 |
| 2  | Carpentras           | 30.854                 |
| 3  | Orange               | 29.357                 |
| 4  | Cavaillon            | 25.890                 |
| 5  | L'Isle-sur-la-Sorgue | 20.315                 |
| 6  | Pertuis              | 19.764                 |
| 7  | Sorgues              | 19.030                 |
| 8  | Le Pontet            | 17.985                 |
| 9  | Bollène              | 13.871                 |
| 10 | Monteux              | 13.159                 |

## Afbeeldingen

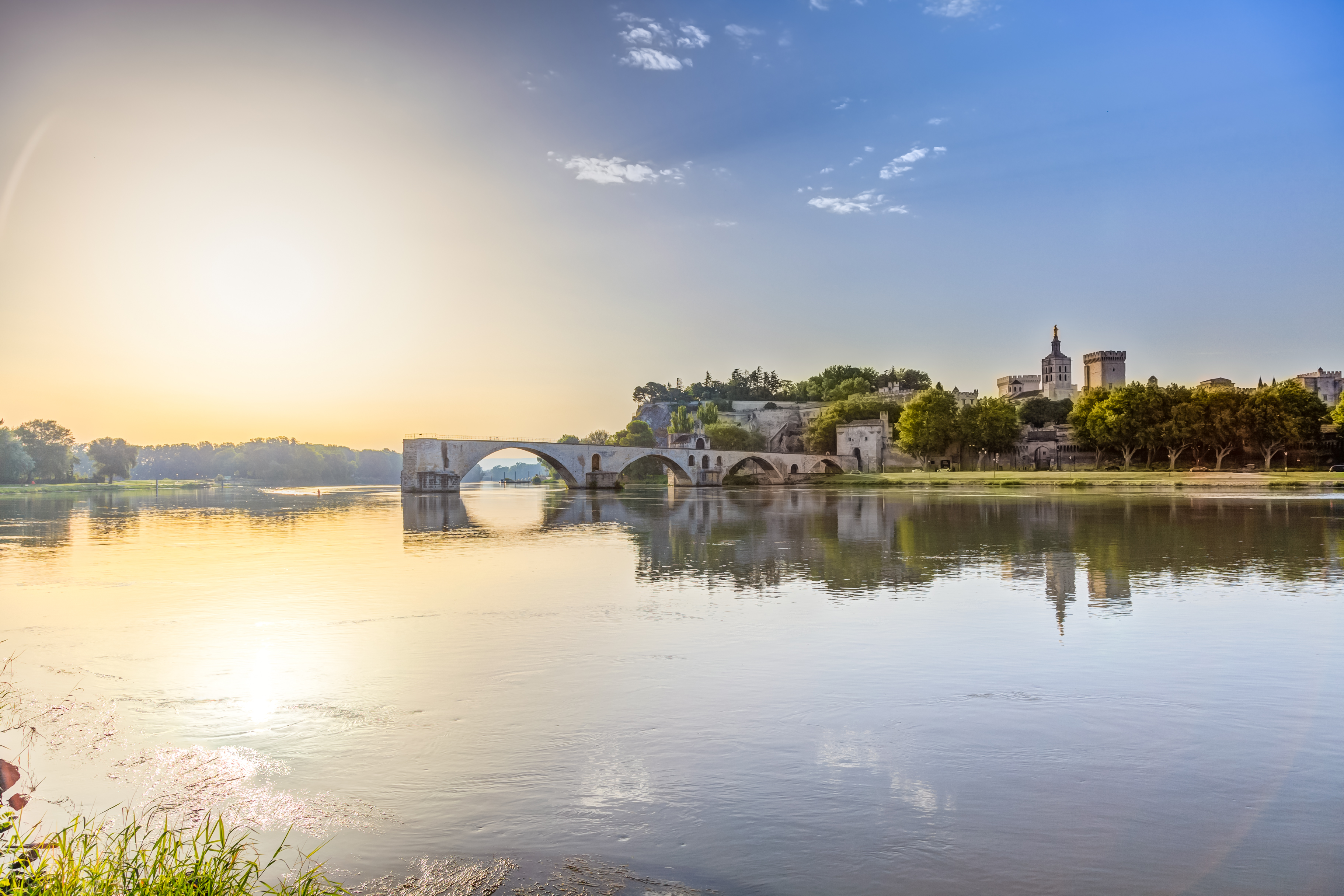
Pont Saint-Bénezet, Avignon
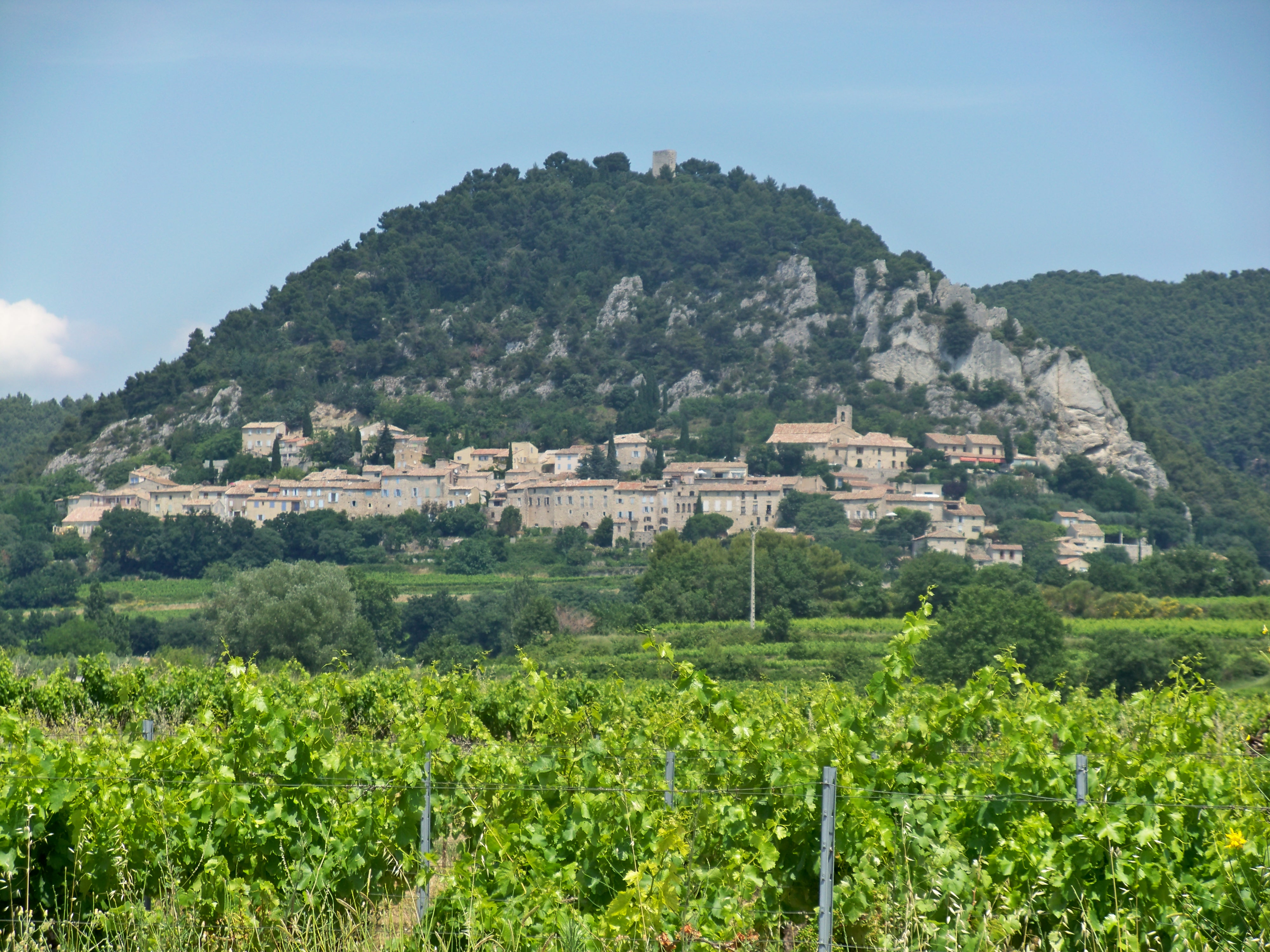
Séguret
Lavendelvelden bij de Abdij van Sénanque
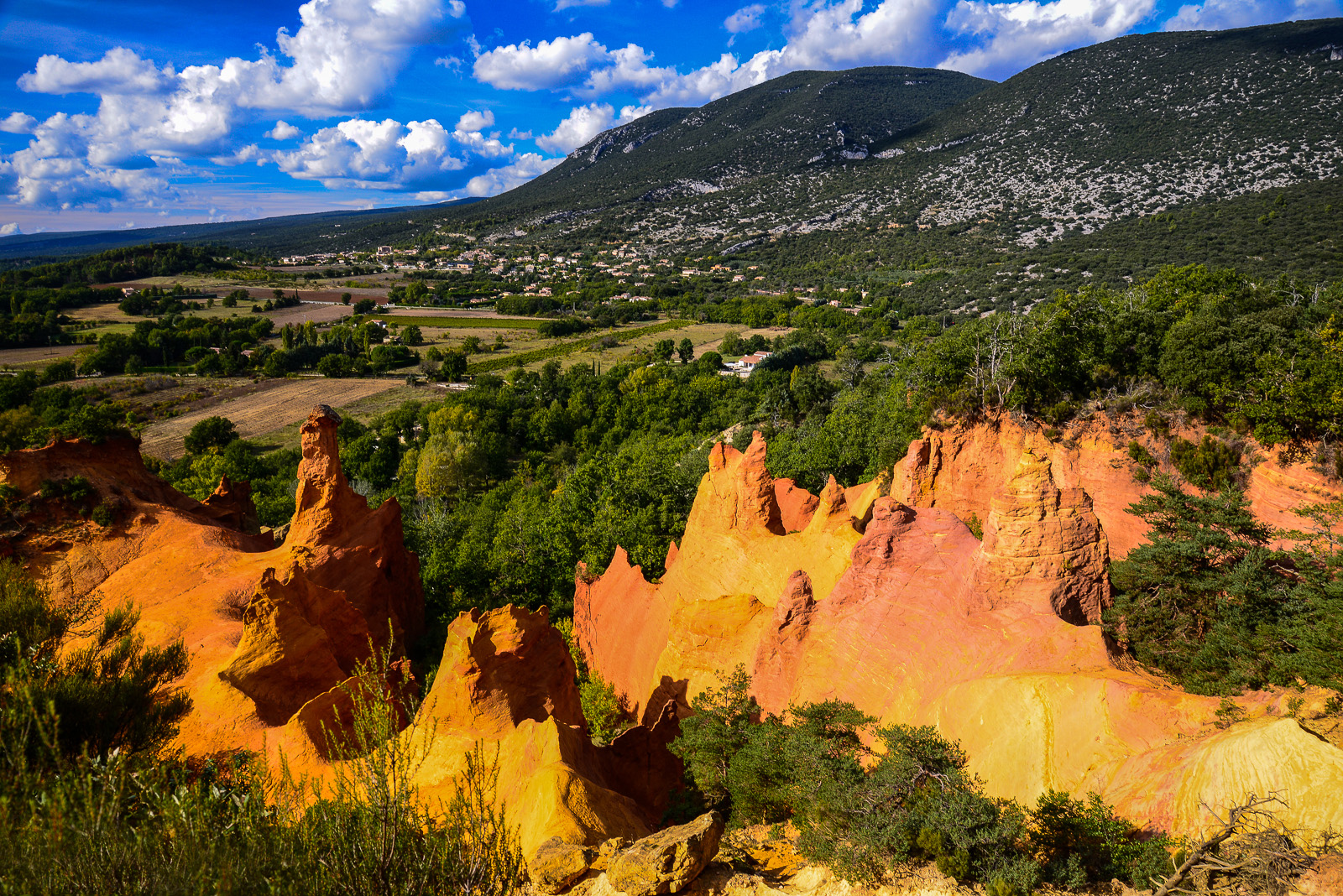
Rustrel
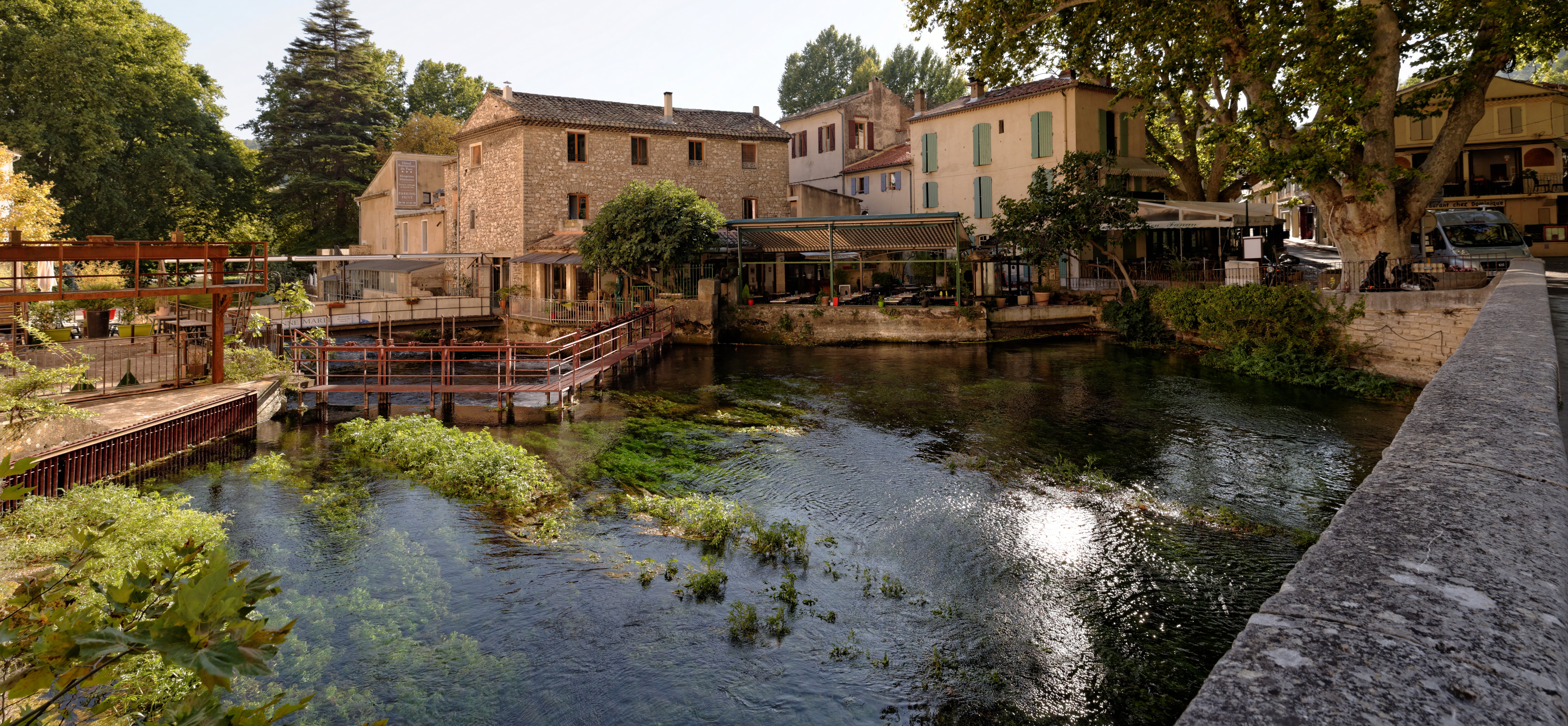
Fontaine-de-Vaucluse